# دلدول (ولاية الجلفة)
إحدى بلديات دائرة مسعد بولاية الجلفة تقع على مسافة 50 كلم جنوب مقر ولاية الجلفة، وبحوالي 30 كلم عن مقر دائرة مسعد 
بلدية دلدول تشتهر باراضيها الفلاحية الخصبة وبزراعة الفواكه الموسمية مثل المشمش والخوخ حيث تشتهر ببساتينها الفلاحية الكبيرة في مناطق القريطة والمقيد وام الشقاق ومنطقة الملاقة.
تبلغ مساحة تراب البلدية:1900.50 كم مربع
تشتهر دلدول بعض الأماكن السياحية الجميلة كواد الصابون والموسطة جبل الدوم ودير النخل الذي يحوي رسومات للتاريخ الحجري القديم.

## وصلات خارجية
- الجلفة انفو للاخبار
- شبكة النايلي الشاملة

1. ↑  "Wilaya de Djelfa : répartition de la population résidente des ménages ordinaires et collectifs, selon la commune de résidence et la dispersion" (PDF).. Données du recensement général de la population et de l'habitat de 2008 sur le site de l'الديوان الوطني للإحصائيات (الجزائر).